# لو شایمر
لو شایمر (انگلیسی: Lou Scheimer؛ ۱۹ اکتبر ۱۹۲۸ – ۱۷ اکتبر ۲۰۱۳) یک تهیه‌کننده تلویزیونی، اَنیماتور و صداپیشه آلمانی‌تبار اهل ایالات متحده آمریکا بود.
از فیلم‌ها یا مجموعه‌های تلویزیونی که وی در آن‌ها نقش داشته است می‌توان به شزم! اشاره نمود.